# 토머스 미첼 (배우)
토머스 존 미첼(Thomas John Mitchell, 1892년 7월 11일 ~ 1962년 12월 17일)은 미국의 배우이다.

## 출연 작품
- 사랑이 머무르는 계절 (1961)
- 포켓에 가득찬 행복 (1961)
- 도시가 잠든 사이에 (1956)
- 허클베리 핀의 모험 (1955)
- 잉카의 비밀 (1954)
- 하이 눈 (1952)
- 서스펜스 (1949)
- 스튜디오 원 (1948)
- 하이 바바리 (1947)
- 검은 거울 (1946)
- 멋진 인생 (1946)
- 캡틴 에디 (1945)
- 모험 (1945)
- 윌슨 (1944)
- 왕국의 열쇠 (1944)
- 플래쉬 앤 판타지 (1943)
- 임모탈 서전트 (1943)
- 바탄 (1943)
- 무법자 (1943)
- 송 오브 더 아일런즈 (1942)
- 디스 오보브 올 (1942)
- 검은 백조 (1942)
- 운명의 향연 (1942)
- 로빈슨 가족 (1940)
- 머나먼 항해 (1940)
- 천사만이 날개를 가졌다 (1939)
- 스미스씨 워싱톤 가다 (1939)
- 바람과 함께 사라지다 (1939)
- 역마차 (1939)
- 노틀담의 꼽추 (1939)
- 허리케인 (1937)
- 내일을 위한 길 (1937)
- 테오도라 고즈 와일드 (1936)